# Crocicreas
Crocicreas Fr.– rodzaj grzybów z rzędu tocznikowców (Helotiales).

## Systematyka i nazewnictwo
Pozycja w klasyfikacji według Index Fungorum: Incertae sedis, Helotiales, Leotiomycetidae, Leotiomycetes, Pezizomycotina, Ascomycota, Fungi.
Synonimy: Ascoverticillata Kamat, Subhedar & V.G. Rao,
Belonidium sect. Podobelonium Sacc.,
Belonioscypha Rehm,
Belonium sect. Scelobelonium Sacc.,
Conchatium Velen.,
Davincia Penz. & Sacc.,
Exotrichum Syd. & P. Syd.,
Podobelonium (Sacc.) Penz. & Sacc.,
Scelobelonium (Sacc.) Höhn.
Na początku XXI wieku w taksonomii tego rodzaju nastąpiły duże zmiany. Liczne gatunki zostały przeniesione do innych rodzajów, głównie Cyathicula i Grahamiella.
Gatunki występujące w Polsce:
- Crocicreas stramineum (Berk. & Broome) S.E. Carp. 1980[3]
- Crocicreas subhyalinum (Rehm) S.E. Carp. 1980[4]
- Crocicreas tomentosum (Dennis) S.E. Carp. 1980[5]

Nazwy naukowe na podstawie Index Fungorum. Wykaz gatunków według M.A. Chmiel i innych.